# 林述庆
林述庆（1881年4月8日—1913年4月16日），字颂亭，又作松亭，出生於福建省福州府闽县闽安镇，長樂縣泮野村人，辛亥革命起義軍北伐臨淮總司令、中华民国总统府顾问、陆军中将加上将衔、國事維持會理事。

## 生平
林述庆生于清光绪七年三月初十（1881年4月8日）。
光绪28年（1902年），被选拔入福建武备学堂学习，其间与林森等创建革命团体“福建学生会”。
光绪31年（1905年），林毕业后进入驻扎在南京的南洋新军第九镇三十三标任队官，次年担任三十三标三营管带、二营管带，在标统赵声的影响下倾向革命党。
宣统元年（1909年），林调任第三十六标一营管带，驻扎江阴，秘密加入中国同盟会。
1911年辛亥革命爆发后，林于11月7日率部起义，攻占镇江，成立镇江军政府，自立为镇江都督。11月26日，林率领镇江军一部参与江浙联军攻打南京，12月2日率军首先攻入南京，自命为江宁临时都督。后因与浙军发生矛盾，被迫率部离开南京，渡江北上，任北伐临淮总司令，江宁临时都督一职在宋教仁斡旋下由程德全接任。
南北议和后，林由于反对袁世凯而被迫下野。1912年9月，被袁世凯任命为陆军中将，加上将衔，10月前往北京任总统府顾问。
1912年2月，林发起成立国事维持会。次年宋教仁被刺杀后，林对袁世凯表示不满，扬言南下起兵复仇，为袁所忌。1913年4月10日，林在赴总统府秘书长梁士诒举行的家宴后暴病，全身長滿膿痘，4月16日去世，多有认为其被毒杀者。高拜石認為是遭袁世凱下令，梁士詒邀宴毒殺。
林述庆身后留有军中日记，而这成了其同乡兼著名小说家、翻译家林纾创作包含30章的小说《金陵秋》的素材。